# Flávia Lucini
Flávia Lucini (21 de marzo de 1989) es una modelo brasileña.

## Biografía
Lucini nació en Francisco Beltrão, cerca de Curitiba, en Paraná, pero creció en Itapejara d'Oeste, también en Paraná. Es de ascendencia italiana.
Fue descubierta por un agente mientras ella conducía un tractor. Sin embargo, decidió acabar sus estudios antes de mudarse a São Paulo, donde trabajó para la ahora extinta agencia, Wired.
Su primer trabajo fue para un catálogo de bikinis para Vogue Brazil, posando para Bob Wolfenson.

## Carrera

### Carrera internacional
En 2006, cuando tenía 16 años, Flavia Lucini realizó su primer evento de moda, para el diseñador Jil Sander durante el Milan Fashion Week.
Posó para la Vogue británica y estadounidense. La primera portada de revista de Flavia fue para la revista Jalouse. Su primera campaña siendo para Missoni Sport.

### Eventos de moda
Miu Miu, Christian Lacroix, Andrew GN, Costume National, Chanel, Barbara Bui, Marc Jacobs, Calvin Klein, Byblos, Alberta Ferretti, Vivienne Westwood, Francesco Scognamiglio, Jill Stuart, Emporio Armani, Giorgio Armani, Hakan, Raphael Lauren, Oscar de la Renta, Carolina Herrera, Ralph & Russo, entre otros.

### Campañas
Missoni Sport, Furla, Etam, 212 Carolina Herrera fragancy, Liviana Conti, Borsalino, Clarins, Lenny e Cia., Sonia Fortuna, Jogê, Verdissima, Cia. Marítima, Mango Sport, The Kloopes, entre otros.

### Editoriales
Vogue (Brazil, United States, England, Japan e Turkey), Amica Italian, Flair Magazine, Vanity Fair, Harper’s Bazaar Italy, A Magazine, Elle (Brazil, Italy, France, Germany and Mexico), Jalouse Magazine, Profile Magazine, entre otros.

## Vida personal
Está en una relación con el modelo y actor brasileño, Leandro Lima. Se conocieron en Milán. Se comprometieron en la Navidad de 2015, después de cuatro años de relación. En 2015, la pareja fue fotografiada para The Kooples.